# 枚有用
枚有用（越南语：／；1871年—？年），越南阮朝官員。

## 生平
枚有用是清化省河中府峨山縣茂林總峨路村（今属清化省峨山縣巴亭社）人，嗣德二十四年（1871年）出生。成泰十八年（1906年），參加清化場鄉試，考中舉人。維新七年（1913年），會試中格，庭試考中三甲同進士出身。後任御史、掌印御史。